# Bernard Montgomery
Bernard Law Montgomery, *17. november 1887, Kennington, Združeno kraljestvo, † 24. marec 1976, Alton.
Montgomery je bil maršal britanske kopenske vojske.Bil je poveljnik zavezniških sil v bitki pri El Alameinu. Njegova 8. armada je odigrala pomembno vlogo tako v bitki pri El Alameinu, kot pri predaji enot sil osi v Severni Afriki. Po zmagi v Severni Afriki je poveljeval v Italiji, nato pa v zavezniški operaciji Overlord (Dan D).

## Življenje

### Mladost
Montgomery se je rodil v londonskem predelu Kennington leta 1887 kot četrti otrok od devetih, očetu Henryu Hutchinsonu Montgomeryu, anglikanskemu duhovniku in mami Maud Montgomery. Montgomery je bil kot otrok velikokrat pretepen s strani njegove mame. Oče je bil odsoten, ker je bil škof na Tasmaniji. Njegova mati se ni zanimala za izobrazbo svojih otrok in je najemala učitelje, da bi otroke naučila nekaj osnovnih stvari. Leta 1897 je nadaljeval šolanje v kraljevi šoli v Canterburyu, leta 1901 pa se je vpisal na šolo sv. Pavla v Londonu, nato pa istega leta na kraljevo vojaško akademijo Sandhurst. Iz vojaške akademije bi bil kmalu izključen saj je podtaknil požar. Po končanem šolanju, leta 1908 je bil dodeljen kraljevemu Warwickshirskemu polku. Skupaj s polkom je bil poslan v Indijo, kjer je ostal do leta 1913.

### Prva svetovna vojna
Takoj po začetku prve svetovne vojne v avgustu, leta 1914, so Montgomeryja in njegov polk premestili v Francijo. Med umikom iz mesta Mons je bilo pol njegovega polka uničenega. Boj je nadaljeval 13. oktobra, v mestu Bailleul, v bližini belgijske meje kjer je potekala zavezniška ofenziva na nemške položaje. Med bojem je bil ustreljen v prsa ter koleno. Ranil ga je nemški ostrostrelec. Montgomeryju je na pomoč priskočil narednik voda, a je bil pri tem ubit.
Po okrevanju se je Bernard Montgomery spomladi leta 1915 vrnil kot brigadni major, zadolžen za urjenje kadetov ki so bili vpoklicani v vojsko med mobilizacijo. Spomladi, leta 1916 je bil premeščen na zahodno fronto kjer je sodeloval v bitki na Somi, v bitki za Arras in v tretji bitki za mesto Ypers. Medtem so ga premestili v 9. korpus ki je spadal pod poveljstvo  generala Sira Herberta Plumerja, poveljnika 2. armade.
Do konca vojne je Montgomery sodeloval še v dveh bitkah: v četrti bitki za Ypers in v tretji bitki za Aisne. Vojno je končal kot začasni podpolkovnik 47. divizije.

## Medvojna leta
Po končani prvi svetovni vojni je Montgomery postal poveljnik bataljona okupacijskih sil ki so ostale v Nemčiji po končani vojni. Novembra 1919 so mu odvzeli vojne čine, zaradi česar je spet postal stotnik. Napisal je vrsto vojaških priročnikov, ki so temeljili na njegovih osebnih vojaških izkušnjah. Leta 1920 je nato redno napredoval v brigadnega majorja in bil premeščen v 17. pehotno brigado, ki je bila v času trajanja irske vojne za neodvisnost nameščena v Irskem mestu Cork.
Leta 1923 je bil premščen v 49. teritorialno divizijo, dve leti kasneje pa v 1. Kraljevi Warwickshireski polk nato pa bil povišan v majorja in ponovno premeščen kot inštruktor v vojaško šolo Camberley. Leta 1927 je spoznal svojo ženo Elizabeth Carver in se še istega leta z njo tudi poročil. Naslednje leto se jima je rodil sin David.
Leta 1931 je Montgomery postal podpolkovnik 1. bataljona kraljevega Warwickshirskega polka in bil skupaj s polkom poslan v Palestino, Egipt in Indijo. Napredoval je in postal polkovnik ter hkrati postal vojaški inštruktor v indijski vojaški šoli v mestu Quetta.
Leta 1937 je postal poveljnik 9. pehotne brigade s činom brigadirja. Istega leta mu je umrla žena. Za Montgomerya je bila to huda izguba. Takoj po pogrebu je začel z organizacijo vaje amfibijskega desanta. Z njo je Montgomery navdušil generala Wavella in tako napredoval v generalmajorja ter prevzel poveljstvo nad 8. pehotno divizijo ki je bila stacionirana v Palestini. Leta 1939 je hitro zatrl arabski upor. Po zadušitvi upora je bil poklican domov, da bi prevzel 3. pehotno divizijo (imenovana tudi Iron Division). Na poti domov je resno zbolel zato je moral za dva meseca preložiti začetek poveljevanja.

## Druga svetovna vojna
Po britanski vojni napovedi Nemčiji, 3. septembra 1939  je bila 3. pehotna divizija premeščena v Belgijo kot del Britanskih ekspedicijskih sil (British Expeditionary Force). Montgomery je predvidel, da proti nemški vojski nimajo možnosti, zato je svojo divizijo uril tako, da bi v primeru umika imela čim manjše izgube. To se mu je pozneje obrestovalo. Ko je nemška vojska 10. maja 1940 sprožila napad na Belgijo se je njegova 3. divizija umaknila brez večjih izgub. Med operacijo Dinamo (evakuacijo 330.000 britanskih in francoskih vojakov v Veliko Britanijo), je prevzel poveljstvo nad 2. korpusom. Po vrnitvi v domovino je napredoval v generalporočnika,  prevzel poveljstvo nad 5. korpusom in se zapletel v dolgotrajni spor s poveljnikom južnega poveljstva Claudom Auchinleckom. Aprila 1941 je prevzel poveljstvo nad 12. korpusom, v mesecu decembru istega leta pa je postal poveljnik jugovzhodne armade, da bi jim poveljstvo dviginilo moralo. V času Montgomeryevega poveljevanja armadi je razvil nekaj novih taktik in jih s pomočjo vaj preizkusil v praksi.

### Boji v Severni Afriki in Italiji
Leta 1942 se je pokazala potreba po novem poveljniku kopenskih sil. Auchinleck je bil hkrati poveljnik 8. armade in poveljnik sil na Bližnjem vzhodu. Ko je Winston Churchill obiskal Bližnji vzhod, je bil odločen, da bo to spremenil in tako je za poveljnika 8. armade postavil Williama Gotta. Gott na tem mestu ni bil dolgo, saj je njegovo letalo strmoglavilo med letom v Kairo. Tako je bil Churchill prisiljen za poveljnika postaviti Montgomeryja, ki je bil ravno imenovan za poveljnika vseh britanskih kopenskih sil v zavezniški operaciji Bakla.
Poveljstvo je prevzel 13. avgusta 1942 in takoj ukazal ustanovitev Britanskega oklepnega korpusa (po vzoru nemškega tankovskega korpusa). S tem korpusom je okrepil 48 km dolg odsek obrambne črte pri El Alameinu. Nato je zaprosil generala Alexandra naj mu pošlje dve sveži britanski diviziji. Montgomery je zaprosil za 51. in 44. divizijo, ki ju je tudi dobil in ju namestil za obrambo Nilove delte v primeru, da bi bilo to potrebno. Naslednji ukrep je bil premestitev njegovega kopenskega poveljstva v bližino poveljstva zračnih sil, saj je menil, da morata letalstvo in kopenska vojska sodelovati ter koordinirati svoje akcije. Ukazal je okrepiti višavje Alam el Halfa, ki se je nahajalo za njegovimi prvimi bojnimi črtami. Predvideval je, da bo Rommel najprej napadel tam in kot se je kasneje izkazalo, je imel Montgomery prav.
Montgomery se je zelo posvetil dvigovanju morale svojih mož in se tako večkrat pojavil med njimi, jim delil cigarete in se pogovarjal z njimi. Takrat je tudi dobil svojo črno baretko, po kateri je bil tako znan med svojimi možmi. Ko sta 19. avgusta na pregled mož prišla poveljnik Brooke in general Alexander, sta bila navdušena nad razpoloženjem, ki je takrat vladalo v 8. armadi.

### Prvi boji v Severni Afriki
31. avgusta 1942 je Rommel sprožil prvi napad na položaje 8. armade. Rommel je hotel obkoliti položaje 8. armade, stacionirane na višavju Alam el Halfa. Napad je izvedla nemško-italijanska pehota, ki je bila zaustavljena po dolgi bitki. Rommlove enote so se morale umakniti, sicer bi tvegale obkolitev svojih položajev. Montgomery je bil deležen ostrih kritik na račun tega, da ni sprožil protinapada na umikajoče se Rommlove enote. Ponovno zavzetje Severne Afrike je bilo ključnega pomena za oskrbovanje Malte, ki je bila pomembna strateška točka za preskrbo in uspeh operacije Bakla. Montgomery je vztrajno zavračal zahteve Churchilla in Britanskega vojnega kabineta za takojšen pričetek ofenzive z glavnim ciljem ponovnega zavzetja Severne Afrike. Montgomery se je odločil za skrbne priprave nove ofenzive. Odločil se je, da ofenzive ne bo začel, dokler ne bo imel dovolj mož in potrebnega materiala za prepričljivo zmago nad Rommlovimi enotami. Priprave na ofenzivo so trajale dva meseca. V tem času je uril svoje enote predvsem v nočnem bojevanju, zbiral potreben vojaški material (dobil je 300 novih ameriških tankov M4 Sherman in 90 ameriških havbic M7 Priest) in dvigoval moralo svojim vojakom. Osebno je obiskal vse enote, ki so sodelovale v ofenzivi, in se tako prepričal, da je vse tako kot mora biti. Proti koncu oktobra je imel na razpolago 200.000 vojakov iz različnih držav (ZDA, Združeno kraljestvo, Indija...) in dovolj materiala, da je lahko začel z ofenzivo.

#### Bitka pri El Alameinu
Bitka pri El Alameinu se je začela 23. oktobra 1942 in končala 12 dni kasneje. To je bila prva večja zmaga zaveznikov na kopnem. Montgomery je pravilno napovedal trajanje bitke in žrtve na zavezniški strani (ubitih je bilo 13.500 zavezniških vojakov). Takoj po prebitju nemških in italijanskih linij se je začelo zasledovanje bežečih enot. Zasledovanje so preprečili močni nalivi, ki so puščavski pesek spremenili v blato, zato ga je moral Montgomery preklicati. Kljub temu je bila bitka velik uspeh. V ujetništvo je padlo 30.000 vojakov, nemški general von Thoma, ki je poveljeval enotam (Rommel je bil takrat odsoten), in še osem drugih generalov.

#### Boji v Tuniziji
Montgomery je napredoval v generala, njegova 8. armada pa je zasledoval Nemce, ki so se umaknili v svoja oporišča v Tuniziji. Med umikanjem so se izogibali nepotrebnim napadom, saj so zavedali britanske bojne moči in logistične podpore. To je bil jasen znak zaveznikom, da se vojna v Severni Afriki obrača v njihovo korist. Montgomery je obdržal pobudo in prisilil Rommla, da se je umikal iz svojih obrambnih položajev, ker preprosto ni imel časa za reorganizacijo. 6. marca 1943 je Rommel sprožil napad na 8. armado pri mestu Medenine (operacija Capri) z največ razpoložljivimi nemškimi silami katerim je kdajkoli poveljeval v Severni Afriki. Napad je bil uspešno odbit in Rommel se je bil prisiljen umakniti.
Z Rommlom se je spet srečal 20. marca v bitki za Marethovo linijo. V njej je Montgomery zamenjal svojo taktiko in namesto frontalnega napada namenil glavnino sil napadanju nemških položajev po bokih in tako počasi okoli njih stiskal klešče. Napade je podkrepil še z nizkoletečimi lovskimi bombniki RAF. V tej ofenzivi se je pokazalo odlično sodelovanje med vsemi rodovi vojske (letalske sile, logistična podpora in sodelovanje s posebnimi silami). Po tej bitki je bil odlikovan z redom legije za zasluge, ki ga podeljuje ameriška vlada in hkrati napredoval v poveljnika vseh sil.

### Boj za Sicilijo
Bitka za Sicilijo (Zavezniška invazija na Sicilijo) se je začela 9. julija in končala 17. avgusta 1943. V pripravah na ofenzivo so se začele  napetosti med Montgomeryem in ostalimi ameriškimi generali. Jabolko spora je bil Montgomeryev načrt, da bi se Pattonova 7. armada izkrcala v zalivu Gela (tako bi postala levo krilo Montgomeryevi 8. armadi, ki naj bi se izkrcala v okolici Sirakuz na jugovzhodu Sicilije), Patton pa je želel, da se 8. armada izkrca v Palermu na zahodu Sicilije. Napetost med Montgomeryem in generalom Pattnom ter generalom Bradleyjem je bila na vrhuncu. Razrešila sta ga sodelovanja pri pripravi načrtov za ofenzivo, obdržala pa sta ga kot generala 8. armade.

### Italija
Jeseni leta 1943 je Montgomery poveljeval 8. armadi med zavezniško ofenzivo v Italiji. Skupaj z Anglo-Ameriškimi enotami so se izkrcali v Salernu (okolica Neaplja). Skupaj z njegovo 8. armado se je izkrcala tudi ameriška 5. armada, ki ji je poveljeval general Mark Clark. Istočasno so izskočili tudi britanski padalci, ki so brez odpora zavzeli pomembno italijansko pristanišče Taranto. 8. armada je bila zadolžena za vzhodni del zavezniške fronte, ki se je raztezala od centralnega Apeninskega gorovja do Jadranske obale. Montgomery je bil kritiziran zaradi počasnega napredovanja, kar je bila posledica zelo dobro organizirane nemške obrambe. Novembra je 8. armada prebila Gustavovo linijo - močno utrjene nemške pozicije. Nadaljnji preboj je onemogočil začetek zime in s tem posledično slabo vreme. Montgomery je bil vesel, ko so ga poklicali nazaj v Veliko Britanijo, saj je imel dovolj Italije. Italijo je zapustil 23. decembra 1943.

### Izkrcanje v Normandiji
Po vrnitvi v Veliko Britanijo je Montgomery prevzel poveljstvo nad 21. armadno skupino, ki je predstavljala vse zavezniške kopenske sile, ki naj bi sodelovale v operaciji Overlord. Načrte za operacijo Overlord so naredili v COSSAC (Chief of Staff the Supreme Allied Commander). Ko je Montgomery pregledal načrte, je kritiziral COSSAC, saj so bili preveč omejeni. Predlagal je, da se namesto treh divizij izkrca pet divizij. To je bila le ena od njegovih domislic. Potoval je od enote do enote, jim dvigoval moralo in bil prisoten pri urjenju vojakov, ki naj bi sodelovali v izkrcanju. Med 7. aprilom in 15. majem je predstavil svoje načrte za ofenzivo. Montgomery je predvideval 19-dnevno bitko s koncem, ko bi vse čete dosegle reko Sieno in ko bi zavezniške čete osvojile mesto Caen.
Bitka za Normandijo je trajala dva meseca in pol, kar je bila posledica zelo slabega vremena, ki je zaveznikom onemogočalo izkrcavanje vojaškega materiala, vojakov in zalog hrane. Montgomery je bil zelo nezadovoljen, ker ni mogel slediti predhodno zastavljenemu bojnemu načrtu, kritizirala sta ga tudi Bradley in Patton.
Montgomeryev načrt je bil takojšni preboj in osvojitev mesta Caen, a to ni bilo mogoče, saj britanska vojska ni imela dovolj enot, ki bi bile sposobne izvesti tak preboj. Tako se je Montgomery odločil, da bo zamotil nemce v njegovem sektorju in s tem omogočil lažje napredovanje ameriški vojski, ki bi s tem lažje prebila položaje nemcev na zahodu (operacija Kobra). Po vrsti bitk, ki so sledile, so zavezniške sile ujele in porazile nemško 7. armado v bitki pri Falaise-Argentanu. Montgomery je v sredini julija s svojimi enotami odrezal nemško vojsko, ki se je nahajala na polotoku Bretanja.
Po uspešnem zavzetju Normandije je sledil preboj do reke Ren. Američani so zelo povečali svojo prisotnost na evropskem bojišču, saj so poleg desetih divizij, ki so bile prvotno na bojišču, izkrcali še 85 divizij. Tako je postalo politično nemogoče, da bi poveljnik kopenski sil ostal Britanec. Montgomerya je tako zamenjal general Dwight Eisenhower, Montgomery pa je ostal poveljnik 21. armadne skupine, sedaj sestavljene predvsem iz britanskih in kanadskih enot. Povišan je bil v feldmaršala kopenskih sil za svoje zasluge pri izkrcanju v Normandiji.

### Prečkanje Rena
Montgomery je prepričal Eisenhowerja, da opusti taktiko direktnega preboja do Rena, saj je obstajala nevarnost, da bi Nemci razstrelili mostove, ki vodijo čez reko Ren. Montgomery je predlagal operacijo Market Garden, katere glavni namen je bil zavarovati glavne mostove čez Ren in tako omogočiti hiter prodor zavezniških oklepnih divizij. Ta operacija je bila slabo pripravljena, kar je bilo neznačilno za Montgomerya, ki je vedno do potankosti načrtoval svoje ofenzive. Pri pripravi načrtov za ofenzivo je celo ignoriral sporočila obveščevalne službe, ki so govorila o prisotnosti nemških oklepnih divizij na območju napada. Operacija Market Garden je bila prava katastrofa, saj je bila britanska 1. zračnoprevozna divizija popolnoma uničena med izvajanjem naloge. Pri tem polomu je imela veliko opraviti tudi Montgomeryeva prezaposlenost, saj je hkrati vodil zavzemanje pomembnega pristanišča Antwerpen.
16. decembra 1944 se je pričela ardenska ofenziva, ki so jo sprožili Nemci in ki je zelo presenetila zavezniške sile. Nemci so začeli z bitko za Bastogne, s katero so nemške enote ločile 12. armadno skupino in glavnino 1. armade Kopenske vojske ZDA od ostalih enot. Ker je bil poveljnik 12. armadne skupine Omar Bradley stacioniran v Luksemburgu, je bilo oteženo komuniciranje z 12. armadno skupino in tako se je Eisenhower odločil  premestiti 1. in 9. armado pod poveljstvo 21. armadne skupine, ki ji je poveljeval Montgomery. Ta je hitro izkoristil nastalo situacijo in takoj osebno obiskal vsa divizijska in armadna poveljstva ter se posvetoval z generali o situaciji. Ustanovil je britanski 30. korpus kot strateško rezervo, hitro reorganiziral obrambo na severnem krilu in ukazal evakuacijo mesta St. Vith. Skupaj s prebivalci se je umaknila tudi vojska.
Eisenhower je od Montgomerya za 1. januar 1945 zahteval začetek ofenzive, ki naj bi britanske enote združila s Pattonovimi silami, ki so prodirale proti severu že od 19. decembra. Tako bi Nemce ujeli v past in imeli možnost popolnega uničenja nemške vojske. Montgomery je zavrnil to zahtevo, saj ni bil dovolj pripravljen, hkrati pa se mu ni zdelo vredno boriti se za strateško nepomembno območje. Napad je sprožil šele 3. januarja, ko so se nemške enote že umaknile. Velik del ameriške vojske je menil, da se Montgomery ne bi smel obotavljati pri ofenzivi. Po koncu ofenzive je bila 1. armada dodeljena nazaj pod 12. armadno skupino, 9. armada pa je ostala pod poveljstvom 21. armadne skupine dokler ni prečkala Rena.
Montgomeryeva 21. armadna skupina je februarja1945 napredovala proti Renu. Reko so prečkali 24. marca in po skrbno načrtovani ofenzivi obkolili Nemško armadno skupino B, ki se je nahajala v Porurju. Montgomeryeva glavna naloga je bila zavarovati krilo ameriške fronte. Montgomery je bil opozorjen, da bi Rdeča armada lahko zavzela Dansko, zato je sklenil zavzeti nemški mesti Hamburg in Rostock in tako odrezati danski polotok. 4. maja 1945 je sprejel predajo nemških sil v severni Nemčiji, Danski in Nizozemski.

## Poznejše življenje in smrt
Leta 1946 je Montgomery dobil svoj plemiški naziv. Postal je 1st Viscount Montgomery of Alamein. Istega leta je postal poveljnik britanske vojske. To funkcijo je opravljal do leta 1948, ko mu je potekal mandat, ki mu ga ministrski predsednik ni podaljšal. Na njegovo mesto je postavil generala Williama Slima. Bil je predsednik Zahodnoevropske unije (to je varnostna organizacija, ki nima nobene povezave z EU) in poveljnik vseh njenih sil. Leta 1951 je postal namestnik generala Eisenhowerja pri ustanavljanju zveze NATO. Montgomery je bil zelo predan vojak, ki je od svojih mož pričakoval veliko discipline in učinkovitosti. Kot Eisenhowerjev namestnik je opravljal inšpekcije vojakov in pripravljal skupne vaje zveze NATO. Kot namestnik je služil tudi pod Eisenhowerjevima naslednikoma Matthewom Ridgwajem in Alom Gruentherjem. Upokojil se je leta 1958, pri starosti 71 let.
Bernard Montgomery je umrl leta 1976, v starosti 88 let, na svojem domu v mestu Alton.